# Anthaxia marmottani
Anthaxia marmottani es una especie de escarabajo del género Anthaxia, familia Buprestidae. Fue descrita científicamente por Bristout de Barneville en 1883.

## Distribución
Se distribuye por las ecozonas del Neártico, Neotrópico, región indomalaya, Paleártico y región afrotropical.